# Herbert Marcuse

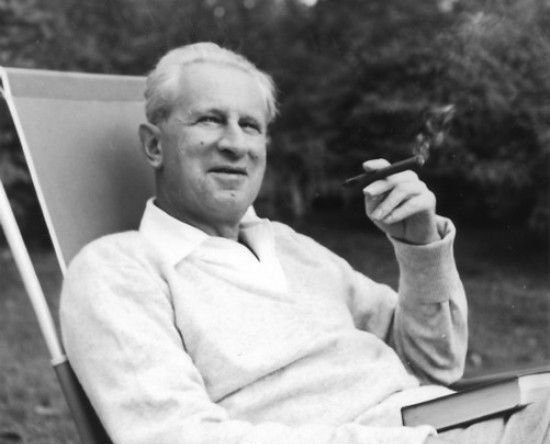
Herbert Marcuse (1955)

Herbert Marcuse [marˈkuːzə] (* 19. Juli 1898 in Berlin; † 29. Juli 1979 in Starnberg) war ein deutsch-amerikanischer Philosoph, Politologe und Soziologe.
Während der deutschen Novemberrevolution 1918/19 betätigte er sich früh politisch als Mitglied eines Berliner Arbeiter- und Soldatenrates. Sein in Berlin begonnenes Studium der Germanistik und Philosophie setzte er in Freiburg bei Martin Heidegger fort. Wie viele seiner Generation war er von dem Philosophen und seiner Schrift Sein und Zeit fasziniert. Seine zur gleichen Zeit erfolgte Rezeption der erstmals publizierten „ökonomisch-philosophischen Manuskripte“ von Karl Marx machte ihn laut Jürgen Habermas zum ersten „Heidegger-Marxisten“. In der Emigration wurde er in New York Mitglied des Instituts für Sozialforschung und arbeitete zunächst eng mit Max Horkheimer zusammen. Nach dem Ende des Zweiten Weltkrieges kehrte er nicht nach Deutschland zurück, sondern lehrte an amerikanischen Universitäten. In den sechziger und siebziger Jahren wurde er zu einem der wichtigsten Theoretiker der studentischen Protestbewegung, die er aktiv mit Sympathie und Engagement begleitete. An der Utopie eines „Reichs der Freiheit“ (Marx) als sozialistischer Gesellschaftsform hielt er zeit seines Lebens fest.

## Leben

### Ausbildung und frühe Forschungen
Herbert Marcuse wurde 1898 als erster Sohn des jüdischen Textilfabrikanten Carl Marcuse und dessen Ehefrau Gertrud, geb. Kreslawsky, in Berlin geboren. In der großbürgerlichen Familie wuchs er zusammen mit zwei Geschwistern auf. Als Schüler des Mommsen-Gymnasiums trat er dem Wandervogel bei. 1916, nach dem Notabitur, wurde er zum kaiserlichen Heer einberufen. Wegen eines Augenleidens leistete er Heeresdienst bei einer Luftschiffer-Ersatz-Abteilung in Darmstadt und Berlin. 1917 trat er der SPD bei, die von seinen Eltern als Arbeiterpartei verachtet wurde. Nach dem militärischen Zusammenbruch Deutschlands wurde er 1918 in den Soldatenrat in Reinickendorf gewählt, aus dem er nach eigenen Angaben austrat, als frühere Generäle hineingewählt wurden. Nach den Morden an Karl Liebknecht und Rosa Luxemburg verließ Marcuse Anfang 1919 die SPD. Zu diesem Zeitpunkt sei ihm klar gewesen, äußerte er 1977 in einem Gespräch mit Jürgen Habermas, dass seine politische Haltung nur kompromisslos gegen die Politik der SPD gerichtet sein konnte und in diesem Sinne revolutionär gewesen sei. Er bewunderte damals die sozialistische Politik Kurt Eisners, des Ministerpräsidenten der provisorischen Regierung des Freistaats Bayern. Mit ihm befürwortete er einen spezifischen „ethischen Sozialismus“, einen Sozialismus der Aktion.
1918 begann Marcuse mit dem Studium der Germanistik und der neueren deutschen Literaturgeschichte im Hauptfach, der Philosophie und der Nationalökonomie im Nebenfach, zunächst während vier Semestern an der Friedrich-Wilhelms-Universität Berlin, dann vier Semestern an der Universität Freiburg. 1922 wurde Marcuse mit einer Arbeit über den deutschen Künstlerroman von Philipp Witkop promoviert.
Nach der Promotion war er im Buchhandel und Verlagswesen in Berlin tätig. 1924 heiratete er die Mathematikerin und Statistikerin Sophie Wertheim, die er an der Universität Freiburg kennengelernt hatte. 1928 setzte er seine Philosophiestudien bei Edmund Husserl und Martin Heidegger fort. Er gehörte zu Heideggers engerem Schülerkreis. Einerseits bewunderte er Heideggers „Konkrete Philosophie“ und dessen Versicherung, dass die Geschichtlichkeit als Grundbestimmtheit des Daseins „auch eine ‚Destruktion‘ der bisherigen Geschichte“ forderte. Andererseits kritisierte er dessen Individualismus und mangelnde materiale Konstitution der Geschichte, die er bei Wilhelm Dilthey stärker ausgeprägt sah. Seine Absicht, sich bei Heidegger in Freiburg über Hegels Ontologie und die Theorie der Geschichtlichkeit zu habilitieren, blieb aufgrund von Heideggers Ablehnung unerfüllt. Habermas bezeichnete Marcuse als den „ersten Heidegger-Marxisten“.
Die 1932 im Rahmen der ersten Marx-Engels-Gesamtausgabe erstmals veröffentlichten Ökonomisch-philosophischen Manuskripte von Karl Marx veranlassten ihn zu einer frühen Analyse, die im gleichen Jahr in einer sozialdemokratischen Zeitschrift veröffentlicht wurde. Marx’ Jugendschriften von 1844 beeinflussten Marcuses Philosophieren erheblich. Wann immer er in späteren Schriften auf Marx zu sprechen kommt, bildet die Kategorie der „entfremdeten Arbeit“ den Ausgangspunkt. Die ihn als Marx-Kenner ausweisende veröffentlichte Arbeit und die Distanzierung von Heidegger in seiner Hegel-Schrift empfahlen ihn gewissermaßen dem Frankfurter Institut. Gleichwohl unterschied sich sein Marxismus von dem der Frankfurter Philosophen durch seine anthropologische Färbung. Marcuses Kontaktaufnahme zum Frankfurter Institut erfolgte, als dieses bereits die Verlegung seines Sitzes ins Ausland plante.

### Emigration
Nach der Machtergreifung Adolf Hitlers verließ Marcuse im Mai 1933 Deutschland und ging in die Schweiz. Auf Empfehlung von Husserl war er in Genf für die Zweigstelle des aus Frankfurt am Main emigrierten Instituts für Sozialforschung, das von Max Horkheimer geleitet wurde, etwa ein Jahr lang tätig. Kurzfristig arbeitete Marcuse auch für die Pariser Außenstelle des Instituts, bevor er Ende Juni 1934 endgültig in die Vereinigten Staaten von Amerika emigrierte.

#### Mitarbeiter des Instituts
In der Zeitschrift des Instituts für Sozialforschung erschien 1934 Marcuses Aufsatz Der Kampf gegen den Liberalismus in der totalitären Staatsauffassung, in dem er sich unter anderem mit Heideggers Stellung zum Nationalsozialismus auseinandersetzt. Er referiert darin insbesondere Heideggers Rektoratsrede, in der ausgeführt wird, die Wissenschaft solle dem Dienst am Volk gewidmet werden. Die geistige Bewegung sei Macht zur Bewahrung der „erd- und bluthaften“ Kräfte des Volkes; darüber hinaus zitiert er einen Satz Heideggers aus der Freiburger Studentenzeitung vom November 1933: „Der Führer selbst und allein ist die heutige und künftige deutsche Wirklichkeit und ihr Gesetz.“ Marcuse wandte sich 1947 an Heidegger und forderte ihn auf, sich öffentlich vom Nationalsozialismus zu distanzieren, was dieser jedoch mit der Begründung ablehnte, dass er sich nicht mit jenen ehemaligen Nazianhängern gemein machen mochte, die in „der widerlichsten Weise ihren Gesinnungswechsel“ bekundet hätten. In einem Antwortbrief reagierte Marcuse empört auf Heideggers Gleichsetzung der Judenvernichtung mit der Vertreibung der Deutschen aus den Ostgebieten. Die Korrespondenz brach damit ab.
Im nach New York übergesiedelten Institut für Sozialforschung erhielt Marcuse eine feste Anstellung. Horkheimer wies ihm die Funktion des zweiten Philosophen nach ihm zu. 1937 veröffentlichte er, formal zusammen mit Horkheimer, in der Zeitschrift für Sozialforschung den Aufsatz Philosophie und kritische Theorie, in dem er den von Horkheimer zuvor veröffentlichten programmatischen Aufsatz Traditionelle und kritische Theorie um den normativen philosophischen Grundbegriff der Vernunft, der Freiheit und Autonomie einschließe, korrigierend erweiterte. Horkheimer ging es in seiner produktivsten Phase um die „Aufhebung der Philosophie in Gesellschaftstheorie“; im ersten Teil des gemeinsamen Aufsatzes bekannte er sich nunmehr zum „philosophischen Charakter der kritischen Theorie“. Hauke Brunkhorst und Gertrud Koch werten Marcuses Aufsatz als „wichtigsten Anteil am Programm der frühen Kritischen Theorie“. 1940 wurde Marcuse amerikanischer Staatsbürger.
Als Erster folgte Marcuse Horkheimer im Mai 1941 an die Westküste nach Los Angeles, um mit ihm das von Horkheimer geplante Dialektik-Buch in Angriff zu nehmen. Aber offensichtlich war auch Theodor W. Adorno dafür vorgesehen. Hoffte Horkheimer anfangs noch, aus Marcuse, Adorno und sich selbst „ein gutes Gespann zu machen“, sah sich Marcuse doch durch die ökonomische Situation des Instituts und das Drängen Max Horkheimers dazu genötigt, 1942 eine neue Stellung in Washington, D.C. beim Office of Strategic Services (OSS), Amerikas erstem Geheimdienst, anzunehmen. Dazu beigetragen hat möglicherweise auch Adornos beharrliches Werben um Horkheimers Gunst, wobei er nicht davor zurückschreckte, Marcuse als „einen durch Judentum verhinderten Faszisten“ herabzusetzen, und seine, wie Stefan Breuer schreibt, fortwährend geübte „ätzende Kritik“ an Marcuses Beiträgen.

#### Arbeit für den amerikanischen Geheimdienst
Im OSS war er in deren Forschungs- und Analyseabteilung (Research and Analysis Branch) mit einer Gruppe für den Dienst im antifaschistischen Kampf tätig. Die Gruppe erarbeitete Hintergrundinformationen und praktische Ratschläge im Rahmen eines umfassenden Programms für die künftige Militärregierung in Deutschland. Zu der Gruppe zählten deutsch-jüdische Emigranten und amerikanische Geistes- und Sozialwissenschaftler, unter anderem H. Stuart Hughes, Barrington Moore, Jr., Paul Sweezy, Carl Schorske, Franz Neumann und Otto Kirchheimer. Mit Neumann und Kirchheimer war Marcuse in der Mitteleuropa-Sektion tätig, die unter der Leitung von Eugene N. Anderson mit über 40 Analytikern unterschiedlicher politischer und kultureller Herkunft besetzt war. Neumann war aufgrund seiner Strukturanalyse des nationalsozialistischen Systems, Behemoth, die als beste und gründlichste Analyse des Nazi-Regimes galt, das intellektuelle Haupt der Gruppe. Zu Marcuses Aufgaben gehörte es, die politisch Verantwortlichen und die gesellschaftlichen Stützen des Naziregimes zu identifizieren sowie die Kräfte zu benennen, die für den Aufbau eines demokratischen Deutschlands zur Verfügung stünden. In einem Brief an Horkheimer beschrieb er, dass seine Funktion darin bestünde, „Vorschläge zu machen, wie dem amerikanischen Volk der Feind zu präsentieren ist, in Presse, Film, Propaganda etc“. Ein enger Mitarbeiter von Kirchheimer erinnerte sich, dass es dank Marcuse in der mitteleuropäischen Abteilung zuging, „als hätte sich der linkshegelianische Weltgeist vorübergehend […] angesiedelt“. Danach arbeitete er für die 1946 gegründete Nachfolgeinstitution, das Office of Intelligence Research, die dem US-Außenministerium unterstellt war. Für eine weitere OSS-Nachfolgeorganisation, das Committee on World Communism (CWC), arbeitete er bis 1951, zeitweise auch als Europasektions-Leiter. Unter seiner Leitung erarbeitete das CWC wissenschaftliche Ergebnisse im Dienste der psychologischen Kriegsführung. Die Beobachtung und Analysen schlossen auch die kommunistischen Parteien außerhalb der Sowjetunion und die internationalen kommunistischen Organisationen ein. In einer umfangreichen Studie über die Denksysteme im Kalten Krieg resümiert Tim B. Müller „Marcuses Jahrzehnt im Geheimdienst“: Er und seine Freunde hatten einen nicht unbedeutenden Beitrag zur deutschlandpolitischen Debatte, zum Verständnis des Kommunismus und zur strategischen Diskussion im amerikanischen Regierungsapparat geleistet, wobei alle ihre Analysen für eine Politik der Entspannung plädierten. Nach dem Ausscheiden aus dem Geheimdienst betrieb er weiterhin Studien über den Sowjet-Marxismus 1952/53 an dem Russian Institute der New Yorker Columbia University, einem Prestigeprojekt der Rockefeller-Stiftung, und an dem Russian Research Center der Harvard University (1954/55).
1956 heiratete Marcuse Inge Neumann, Dozentin für moderne Sprachen an der San Diego State University und Witwe seines 1954 bei einem Autounfall in der Schweiz ums Leben gekommenen Freundes Franz Neumann. Im selben Jahr erhielt er seine erste Professur für Philosophie und Politikwissenschaft an der Brandeis University in Waltham (Massachusetts). 1964 wurde er Professor für Politikwissenschaft an der University of California, San Diego. Neben seiner dortigen Lehrtätigkeit nahm er 1965 eine außerordentliche Professur an der Freien Universität Berlin an.

### Kontroverse mit Erich Fromm
Dem Institutskollegen Erich Fromm war Marcuse erst in der Emigration persönlich begegnet, wobei ihm bewusst war, dass dieser bereits in den Entstehungsjahren des Instituts eine wesentliche Rolle gespielt hatte. In einem Gespräch mit Habermas und anderen in Starnberg im Juli 1977 betonte Marcuse rückblickend die Bedeutung, die der frühe Erich Fromm mit seiner Vermittlung von Marx und Freud für die Formationsperiode der Kritischen Theorie gespielt habe. Seine „radikale marxistische Sozialpsychologie“ habe Fromm jedoch später revidiert. In den ausgehenden 1930er Jahren reagierten die Frankfurter Kollegen mit Unbehagen auf Fromms Abneigung gegen die freudsche Orthodoxie. Fromm hatte Freuds Auffassung infrage gestellt, dass die libidinösen Triebe die alles entscheidende Rolle spielen.
Die Kontroverse Marcuses mit dem „Revisionisten“ Erich Fromm begann 1955 mit der Publikation Eros and Civilization. Marcuse kritisierte Fromm, weil er sich von der Triebbasis der menschlichen Persönlichkeit entfernt und stattdessen ein „positives Denken“ übernommen habe. Der Kontroverse lagen zwei grundlegende Fragen zugrunde: 1. Wie interpretieren wir Freuds Ideen heute? 2. Wie ist das Verhältnis zwischen Theorie und Praxis in der Anwendung der psychoanalytischen Theorie auf Geschichte und Gesellschaft zu bestimmen? Während Marcuse dem späten Fromm vorwarf, die wichtigsten Theorien Freuds preisgegeben zu haben, vornehmlich die des Primats der Sexualität und des Todestriebs, verteidigte der Fromm-Biograph Daniel Burston Fromm darin, dass er Freud in seinen historischen und kulturellen Zusammenhang gestellt habe, um so zu unterscheiden, welche Elemente seines Denkens von dauerhafter Bedeutung und welche seiner Zeit und Kultur verpflichtet waren. In seiner Schrift Der angebliche Radikalismus von Herbert Marcuse wirft Fromm Marcuse eine „entscheidende Fehlinterpretation der Freudschen Position“ vor. Demnach interpretiere er Freud, der doch ein typischer Vertreter des Bürgertums und ein Gegner des Sozialismus gewesen sei, als einen revolutionären Denker. Da Marcuse zudem ausdrücklich auf klinische Beobachtungen und Erfahrungen verzichtete, sei ein Verstehen der psychoanalytischen Theorie ernstlich behindert.
Die Kontroverse wurde auch in der Zeitschrift Dissent, wie Stuart Jeffries schreibt, derart „erbittert“ ausgetragen, dass sie „Fromms Verbannung aus der Sphäre der Kritischen Theorie markierte“ und die Freundschaft zwischen Marcuse und Fromm beendete.

### Einfluss auf die Studentenbewegung
Die Werke Triebstruktur und Gesellschaft und Der eindimensionale Mensch sowie die Schriften zur Repressiven Toleranz 1965 und zu dem Sammelband Studien über Autorität und Familie von 1936 gehören zu den wichtigsten Arbeiten der Kritischen Theorie und zählten zu den Standardwerken der Studentenbewegung in aller Welt, vorwiegend in den USA und Deutschland. Sein Engagement zugunsten seiner Schülerin Angela Davis, seine Stellungnahmen gegen den Vietnamkrieg und für die Studentenbewegung machten ihn zum Protagonisten der Neuen Linken. Angela Davis, die sich mit den Black Panthers solidarisierte und später selbst Professorin für Philosophie an der University of California wurde, schätzte an Marcuse sein Engagement gegen den Rassismus und den Vietnamkrieg. 1967 und 1969 verbrachte er mehrere Monate in Europa. Marcuse hielt Vorträge mit Diskussionen vor Studenten in Berlin, Paris, London und Rom. Die rebellierenden Studenten in Berkeley, Berlin, Frankfurt, New York und Paris sahen in ihm ihren wichtigsten Lehrer. In Paris hielten protestierende Studenten ein Schild hoch mit den Worten „Marx, Mao, Marcuse“.
Literarisch schlugen sich Marcuses Aktivitäten in dem Essay Versuch über die Befreiung (1969) nieder. In ihm verarbeitete er nicht nur den französischen Mai 1968 und die studentische Revolte, sondern auch die internationalen Befreiungsbewegungen unter dem Schlagwort „Die große Weigerung“. Für Jürgen Habermas war Marcuse der einzige aus der Frankfurter Schule, „der eine direkte politische Rolle übernahm“. Dass er dabei für die rebellierenden Studenten Partei ergriff, brachte ihn in offenen Konflikt mit den Frankfurter Institutsleitern, denen er im Umgang mit den Studenten falsches Verhalten vorwarf, etwa den von ihnen veranlassten Polizeieinsatz gegen die Institutsbesetzer. In einem Brief an Horkheimer hielt Adorno einen Bruch mit Marcuse für nicht mehr vermeidbar. Marcuse schrieb im Juni 1969 an Adorno, dass das Institut nicht mehr „unser altes Institut“ sei, und konstatierte „tiefste Divergenz zwischen uns“ in der Beurteilung der außerparlamentarischen Opposition. Beide bemühten sich noch um eine persönliche Aussprache, zu der sie sich in der Schweiz treffen wollten, die aber durch Adornos plötzlichen Tod nicht mehr zustande kam. In einem Fernseh-Gespräch, das Marcuse zwei Wochen nach Adornos Tod führte, relativierte er die Kontroverse mit Adorno: den Differenzen habe „eine Gemeinsamkeit und Solidarität [zugrunde gelegen], die durch sie in keiner Weise geschwächt worden sind“. Mit Habermas, der Adornos Position in der Auseinandersetzung mit den Studenten geteilt hatte, blieb Marcuse bis zu seinem Tod freundschaftlich verbunden. Despektierlich fiel indes sein Urteil über Horkheimer aus: In einem Gespräch von 1974 mit dem amerikanischen Soziologen Philip Slater bezeichnete er Horkheimers letzte Arbeiten als „beneath criticism“ and „betrayal of critical theory“.

### Politische Anfeindungen
Durch seine Schlüsselrolle in den Protestbewegungen wurde er zur Zielscheibe der einsetzenden politischen Reaktion. In den USA führte dies dazu, dass sein Vertrag an der Universität Brandeis 1965 nicht mehr verlängert wurde. Zeitweise musste er sich sogar versteckt halten.
So verließ er im Sommer 1968 nach einer Morddrohung des Ku-Klux-Klan auf Anraten des FBI und einiger Kollegen mit seiner Lebensgefährtin Erica Sherover, die 1976 seine dritte Ehefrau wurde, sein Haus in La Jolla, Kalifornien, und hielt sich im Norden des Landes verborgen. Der Gouverneur Ronald Reagan forderte während eines Wahlkampfes die University of California auf, Marcuse zu entlassen.

### Tod und Bestattung

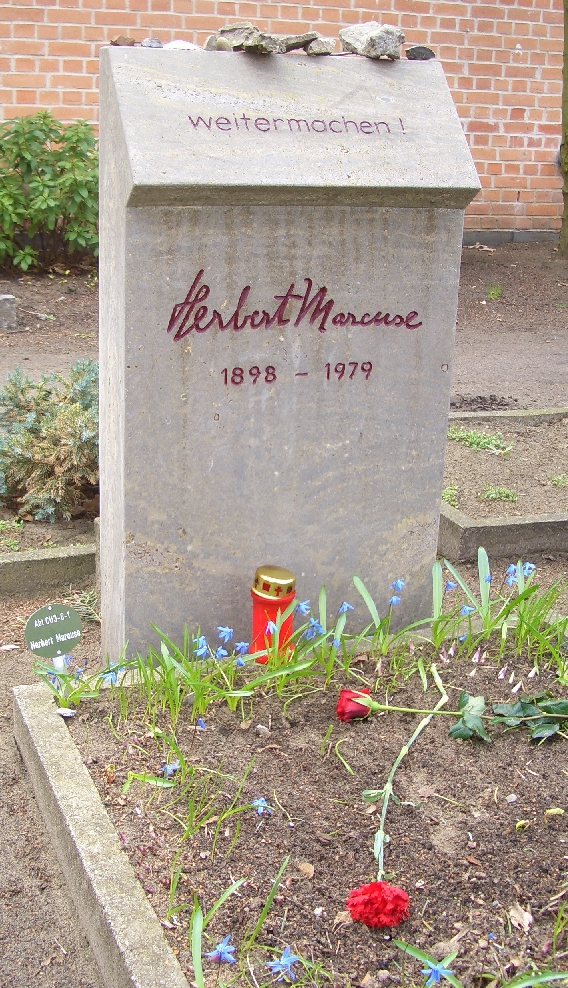
Grab auf dem Dorotheenstädtischen Friedhof, Berlin

Marcuse starb 1979 während eines Deutschlandbesuchs bei Jürgen Habermas in Starnberg an den Folgen eines Hirnschlags. Nach seinem Tod wurde der Leichnam in Österreich kremiert und die Urne von seiner Frau in die USA überführt. Die Asche wurde jedoch nicht bestattet, geriet in Vergessenheit und gelangte erst im Jahr 2003 in den Besitz seines Sohnes Peter und seines Enkels Harold. Die Nachkommen entschlossen sich schließlich dazu, Marcuse in seiner Geburtsstadt Berlin bestatten zu lassen. Die Beerdigung fand im Sommer 2003 unter großer Anteilnahme der Medien auf dem Dorotheenstädtischen Friedhof in Berlin statt, auf dem zahlreiche prominente Persönlichkeiten ihre letzte Ruhestätte fanden. Der Entwurf des Grabsteins stammt von Bruno Flierl, Architekturkritiker, Städteplaner und Freund Peter Marcuses. Der Stein, auf dem der Ausspruch „weitermachen !“ zu lesen ist, assoziiert sowohl ein Katheder als auch eine 1, womit an Marcuses Hauptwerk Der eindimensionale Mensch erinnert wird. Am Vortag der Bestattung richtete das Philosophische Institut der Freien Universität Berlin eine Veranstaltung zur Aktualität der Philosophie Herbert Marcuses im Auditorium maximum der FU Berlin aus, wo Marcuse 1967 seinen berühmten Vortrag Das Ende der Utopie gehalten hatte.

## Werke

### Frühe Schriften
In seiner Dissertation Der deutsche Künstlerroman, die sich an Hegels Ästhetik und Georg Lukács’ Theorie des Romans orientierte, schlägt er ein für ihn verbindlich bleibendes Thema an: „Kunst als geschichtliche Produktivkraft, die ästhetische Dimension der Befreiung des Individuums von gesellschaftlichen Zwängen“. Vom Sturm und Drang bis zu Thomas Mann verfolgte er in deren Werken die Rolle des Künstlers als „Repräsentant eigener Lebensform“, der die Zerrissenheit der Einheit von Kunst und Leben gestaltet und zu neuer Einheit zusammenzuführen sucht. In Thomas Mann sah er den Höhepunkt des romantischen Künstlertums, das dieser durch die Aufhebung der Spannung zwischen Kunst und Leben überwunden habe.
Die von Heidegger abgelehnte Habilitationsschrift Hegels Ontologie und die Grundlegung einer Theorie der Geschichtlichkeit wurde 1932 dennoch In Heideggers Verlag Vittorio Klostermann veröffentlicht. Adorno rezensierte sie in der Zeitschrift für Sozialforschung und konstatierte darin eine entscheidende Abweichung von Heideggers „publiker Lehrmeinung“.
Marcuse verfasste 1932 erste Interpretationen der wiederentdeckten Marx-Texte über Nationalökonomie und Philosophie (1844) in der Zeitschrift Die Gesellschaft. Die Manuskripte bezeichnete er als eine philosophische Kritik und Grundlegung der Nationalökonomie im Sinne der Revolution und in Auseinandersetzung mit der hegelschen Philosophie, vornehmlich dessen Phänomenologie des Geistes. Im Zentrum der Manuskripte steht die ontologische Kategorie der Arbeit als spezifische menschliche Lebenstätigkeit, als das Wesen des Menschen. In der Arbeit entäußere und vergegenständliche sich der Mensch, indem er sich die Natur aneigne und sie bearbeitend verwandle. Im Gegenstand der Arbeit werde der Mensch sich selbst als Gattungswesen gegenständlich, denn Arbeit ist wesentlich gesellschaftliche Tätigkeit. Marx kritisiere den Kapitalismus als ultimative Krise des menschlichen Wesens. Unter kapitalistischen Verhältnissen träten Wesen und Existenz des Menschen auseinander, der Mensch sei „entfremdet“ und könne sich nicht seinen Möglichkeiten entsprechend entfalten. Obwohl für Marcuse der Prozess der Entfremdung als Vergegenständlichung historisch bereits mit dem Zeitpunkt eintritt, als der Mensch seine Lebensmittel selbst produziert, wird sie unter kapitalistischen Produktionsverhältnissen total. Den Unterschied zwischen beiden Verhältnissen kennzeichnete Marx mit der „gleichgültigen Fremdheit“ einerseits und der „feindseligen Entfremdung“ andererseits. Während bei Marx die „Wesensphilosophie“ später in den Hintergrund trat oder, nach anderer Lesart, aufgegeben wurde, blieb sie für Marcuse auch in späteren Werken bestimmend.
Für den vom Institut für Sozialforschung 1936 herausgegebenen Sammelband Studien über Autorität und Familie verfasste er – neben Max Horkheimer und Erich Fromm – einen der drei gewichtigen Eröffnungsbeiträge mit dem Titel Ideengeschichtlicher Teil. Seine umfangreiche Studie analysiert auf ideologiekritischer Ebene die bürgerlichen Autoritäts- und Familienkonzepte von Luther, Calvin, Kant, Hegel bis zu Sorel und Pareto. Als zentralen Ausgangspunkt wählte er Luthers dualistische Lehre von den zwei Bereichen: der Freiheit des „innerlichen [Christen]Menschen“ und der Unterwerfung des „äußerlichen Menschen“ unter das System der weltlichen Obrigkeiten.

### Vernunft und Revolution
Marcuses zweites Hegelbuch – Reason and Revolution. Hegel and the Rise of Social Theory – erschien zehn Jahre nach dem ersten, 1941 in den frühen Jahren der Emigration, und richtete sich an ein amerikanisches Publikum. Gewidmet war es Max Horkheimer und dem Institut für Sozialforschung. War das erste, die Habilitationsschrift, noch in dem expressionistisch aufgeladenen Stil von Sein und Zeit verfasst, so war das zweite rationalistisch klar und durchsichtig, fast didaktisch formuliert. In ihm sieht er – nach einem Wort von Jean Améry – Hegel durch das Medium Marx.
Das Buch besteht aus zwei Teilen und einem „Abschluss“. Im ersten Teil werden die Grundlagen der hegelschen Philosophie, im zweiten Teil die Entstehung der Gesellschaftstheorie dargestellt. Den Abschluss bilden Erörterungen über das Ende des Hegelianismus.
Ins Zentrum des ersten Teils stellt Marcuse die Begriffe Vernunft und Freiheit – „Werte, die nicht preisgegeben werden durften – auch nicht dem Staat“. Mit der Französischen Revolution gelangte der Mensch in Hegels Augen dazu, die gegebene Realität den Prinzipien der Vernunft zu unterwerfen. Er habe sich „zum Sprecher der wirklichen Macht der Vernunft und der konkreten Verkörperung der Freiheit“ gemacht. Für ihn entsprach aber nur das Denken, das reine Denken, den Erfordernissen vollkommener Freiheit. Er erkannte, dass in der bürgerlichen Gesellschaft völlige Freiheit und völlige Vernunft nicht herbeizuführen seien, allein ein starker Staat könne die „ungebändigte Ökonomie“ und die miteinander konkurrierenden individuellen Interessen in Zaum halten. Darin sah Marcuse einen Zug von Resignation in Hegels politischer Philosophie. In seiner Philosophie des Rechts nähmen Hegels Grundbegriffe die Widersprüche der Gesellschaft auf und folgten ihnen „bis zum bitteren Ende“. Während Marcuse Hegels Philosophie in „Zweifel und Resignation“ enden sieht, besteht der marxistische Linkshegelianer Marcuse auf der Vernunft als einer „umstürzenden Macht, die ‚Macht des Negativen‘, die als theoretische und praktische Vernunft die Wahrheit für die Menschen und Dinge darlegt“.
Im zweiten Teil konstatiert Marcuse, dass nach Hegels Tod der ökonomische Fortschritt den Übergang der Philosophie zur Gesellschaftstheorie erzwungen habe. Die negative Macht des kritischen Denkens sprengte dessen philosophische Form, die letzte metaphysische Gestalt des Denkens. „Die Anstrengungen der Vernunft gehen auf gesellschaftliche Theorie und Praxis über.“ Marcuse differenziert zwischen zwei Hauptströmungen der Gesellschaftstheorie: der marxschen dialektischen Theorie der Gesellschaft und dem Positivismus, dem die Entstehung der Soziologie zu danken sei. Der Übergang von Hegel zu Marx sei ein Übergang zu einer anderen Wahrheit, die in den Begriffen der Philosophie nicht mehr zu begreifen ist. Bei Marx würden alle philosophischen Begriffe zu gesellschaftlichen und ökonomischen Kategorien umgeformt. Am Beispiel von Saint-Simons positivistischer Theorie argumentiert er: Seine „Gesellschaftstheorie ist keine andere als die politische Ökonomie oder ‚die Wissenschaft von der Produktion‘.“
Der Philosoph Michael Theunissen bescheinigt Marcuse, dass in seinem zweiten Buch über Hegel dieser noch nie zuvor „so entschieden auf Zukunft hin ausgelegt worden“ sei, weist ihm aber zugleich gravierende Missverständnisse nach. So treffe die Hegel unterstellte „destruktive Auffassung des Gegebenen“ nur auf dessen Jugendschriften zu.

### Faschismusanalyse
Bereits in dem 1934 in der Zeitschrift für Sozialforschung veröffentlichten Aufsatz Der Kampf gegen den Liberalismus in der totalitären Staatsauffassung befasste sich Marcuse mit dem Phänomen des Faschismus. Er vertrat darin die These, dass der Liberalismus „den total-autoritären Staat aus sich selbst ‚erzeugt‘: als seine eigene Vollendung auf einer fortgeschrittenen Stufe der Entwicklung“. Im Rahmen seiner Arbeiten für den amerikanischen Geheimdienst während der 1940er Jahre machte er als machtvolles Instrument des Nationalsozialismus die „technologische Rationalität“ verantwortlich. Sie mache die Menschen zu bloßen Anhängseln der Maschinerie und unterwerfe „alle Maßstäbe und Werte, alle Denk- und Verhaltensmuster […] der Produktions-, Destruktions- und Herrschaftsmaschinerie“. Im nationalsozialistischen Staat identifizierte er fünf herrschende Gruppen, die an den politischen Entscheidungen beteiligt und Hauptnutznießer der Politik seien: 1. die Führung der NSDAP und der ihnen angeschlossenen Organisationen, 2. die oberen Ränge der staatlich-politischen Bürokratie, 3. das Oberkommando der Wehrmacht, 4. die Führung der Großunternehmen, 5. den Landadel. Marcuse folgte damit der Analyse Franz Neumanns, wonach das nationalsozialistische Regime nicht so monolithisch strukturiert war wie die von Friedrich Pollock und Max Horkheimer vertretene Theorie des Staatskapitalismus unterstellte. Für Neumann setzte sich die herrschende Klasse aus den Eliten der Partei, der Wehrmachtsführung, der Monopolwirtschaft und der Ministerialbürokratie zusammen.

### Feindanalysen
Nach dem Ausscheiden aus dem Institut für Sozialforschung 1942 schrieb Marcuse während des Zweiten Weltkriegs und danach bis 1951 zahlreiche Aufsätze, Expertisen und Memoranden für verschiedene Unterabteilungen des amerikanischen Geheimdienstes. Sie wurden posthum in der Publikation Im Kampf gegen Nazideutschland veröffentlicht und stammen aus einem staatlichen Archiv. Von den 31 veröffentlichten Arbeiten, die das Trio Neumann/Kirchheimer/Marcuse in alleiniger oder Ko-Autorschaft für den Geheimdienst verfasst hat, gehen auf Marcuse dreizehn zurück (einer davon gemeinsam mit Felix Gilbert, ein anderer mit Neumann). Seine Beiträge, die von 1943 an datieren, gehen bereits von der bevorstehenden Niederlage Deutschlands aus. Sie erstellen ein Tableau der sozialen Schichten mit ihren herrschenden und beherrschten Gruppen im nationalsozialistischen Deutschland, halten dessen Gleichsetzung mit dem preußischen Militarismus für ideologisch irreführend, entwerfen Muster des Zusammenbruchs nach der Niederlage, geben der avisierten Militärregierung Ratschläge und Hinweise für die Entnazifizierung und den Wiederaufbau mit demokratischen Parteien und Gewerkschaften. In einer Analyse der Kommunistischen Partei Deutschlands bescheinigt Marcuse ihr den „bestorganisierten und effektivsten Untergrund in Deutschland“. Ihre mögliche Rolle im Nachkriegsdeutschland sieht er abhängig von der Unterstützung durch die Arbeiterschaft und ihrem Verhältnis zur Sozialdemokratischen Partei.
Der abschließende Beitrag des Dokumentenbandes Im Kampf gegen Nazideutschland bildet der Überblick Die Potentiale des Weltkommunismus aus Marcuses Feder. In ihm werden die Entwicklung des Weltkommunismus, seine Programmatik und Pläne dargestellt. Hervorgehoben wird die Tatsache, dass, entgegen marxscher Annahme, der Kommunismus nur in den weniger industrialisierten Ländern Fuß fassen konnte und dass die nationalen kommunistischen Parteien vollständig den innen- und außenpolitischen Interessen der Sowjetunion untergeordnet wurden. Die Stärke der kommunistischen Parteien in Italien und Frankreich führt Marcuse auf besondere nationale Bedingungen zurück (wie die Rolle der Kommunisten in der Résistance, die Betonung nationaler Interessen gegenüber dem „ausländischen Imperialismus“ und die geschickte Kombination von Politikzielen mit ökonomischen Forderungen).
Neben diesen Beiträgen enthält Marcuses Nachlass Manuskripte, die im Zusammenhang mit seiner Arbeit für den Geheimdienst entstanden; sie wurden in der Publikation Feindanalysen zusammengefasst.

### Auseinandersetzung mit dem Sowjet-Marxismus
Marcuses Tätigkeit im Committee on World Communism hinterließ tiefe Spuren in seinem Werk. In einem von ihm verantworteten Papier von 1951 tauchte erstmals der Topos der bürokratischen Herrschaft auf, in die der Kommunismus umgeschlagen sei. In einer späteren Publikation, Soviet Marxism (dt. Ausgabe: Die Gesellschaftslehre des sowjetischen Marxismus), führte er diesen Gedanken weiter aus. Der kroatische Politologe Žarko Puhovski wertet die Schrift als die wahrscheinlich erste theoretische Beschreibung des „realen Sozialismus“. Marcuse unterzog die Kategorien der sowjetischen Marxismus-Ideologen einer strengen Analyse und stellte die Frage, ob sich der Marxismus im Stalinismus bis zur Unkenntlichkeit verwandelt habe. Originell an Marcuses Analyse ist, dass er bloßlegt, wie im „realen Sozialismus“ das traditionell marxistische Basis-Überbau-Schema „buchstäblich auf den Kopf gestellt wurde“, dass es sich um ein System handelt, das „auf der Ideologie als Basis beruht“. Da die real existierende sowjetische Gesellschaft mit der marxistischen Theorie von Klassenlosigkeit und Gleichheit die Idee einer qualitativ anderen Gesellschaft bewahre, hielt er, bei wachsender Produktivität, die Entfaltung der in der Theorie verborgenen, besseren Potentiale für eine „realistische“ Möglichkeit.
Noch kurz vor seinem Tod bezeichnete Marcuse das Buch Die Alternative. Zur Kritik des real existierenden Sozialismus von Rudolf Bahro als den „wichtigsten Beitrag zur marxistischen Theorie und Praxis, der in den letzten Jahrzehnten erschienen ist“.

### Hauptwerke
In den USA erschienen seine beiden Hauptwerke Eros and Civilization 1955 (eine erste deutsche Ausgabe erschien 1957 unter dem Titel Eros und Kultur, eine Neuauflage 1965 unter dem Titel Triebstruktur und Gesellschaft) und One-Dimensional Man 1964 (die deutsche Übersetzung erschien 1967 mit dem Titel Der eindimensionale Mensch). Beide Werke fanden in der Studentenbewegung eine starke Resonanz.

#### Triebstruktur und Gesellschaft
Mit Eros und Kultur bzw. Triebstruktur und Gesellschaft unternimmt Marcuse den Versuch, die Freudsche Theorie der Kritischen Theorie der Gesellschaft einzugliedern. Die Schrift ist, wie der ursprüngliche deutsche Titel andeutet, als eine direkte Antwort auf Freuds kulturtheoretischen Essay, Das Unbehagen in der Kultur, zu lesen. Sie behandelt im ersten Teil die Herrschaft des Realitätsprinzips und entwirft im zweiten Teil die Möglichkeiten zu ihrer Überwindung, das heißt zu einer die Wünsche und lebendigen Triebe der Menschen erfüllenden, befreiten Gesellschaft. Ein Epilog übt Kritik am „Neo-Freudianischen Revisionismus“. Mit dem Werk dachte Marcuse den Marxismus neu: Die Geschichte aller bisherigen Gesellschaften war nicht lediglich eine Geschichte von Klassenkämpfen, sondern auch ein Kampf um die Unterdrückung menschlicher Triebe. Er akzeptiert, dass im Interesse des „Kampfes ums Dasein“, der Lebensnot und des kulturellen Fortschritts das historische Realitätsprinzip notwendig repressiv gewesen sei, dass aber beim gegenwärtigen Stand der Produktivität die Verausgabung von Triebenergie in entfremdeter Arbeit erheblich gemindert werden könnte; jedoch würden die gesellschaftlichen Herrschaftsverhältnisse dies verhindern. Marcuse führt zu diesem Zweck den Begriff der „zusätzlichen Unterdrückung“ ein. Diese abzuschütteln, eröffnete die Möglichkeit eines „neuen Realitätsprinzips“, das Kultur und Triebe versöhnte, die „Arbeit zum Spiel“ und die „Sexualität zum Eros“ verwandelte. Mit diesem positiven Gedanken der möglichen befriedeten und befreiten menschlichen Existenz wendet sich Marcuse implizit gegen die negative Geschichtsphilosophie der Dialektik der Aufklärung.

#### Der eindimensionale Mensch
Der eindimensionale Mensch ist eine gegenwartsbezogene Gesellschaftsanalyse, der zufolge eine immer perfekter werdende Manipulation der Bedürfnisse, der Sprache und des Denkens die Menschen daran hindert, die Irrationalität der gesellschaftlichen Verhältnisse zu durchschauen. In den ersten beiden Teilen – „Die eindimensionale Gesellschaft“ und „Das eindimensionale Denken“ – beschreibt Marcuse die Unterwerfung des Menschen unter den spätkapitalistischen Produktionsapparat, dessen immanente technische Rationalität die Irrationalität des Ganzen verschleiert, und die Manipulationsmechanismen, die die Menschen ihrer Fähigkeit berauben, das Bestehende im Denken überhaupt noch zu transzendieren. Im dritten Teil – „Die Chancen der Alternativen“ – lotet er die Möglichkeiten der Überwindung der Irrationalität der bestehenden Verhältnisse aus. Da das sozial integrierte Proletariat als revolutionäres Subjekt ausfalle, könnten allenfalls noch die gesellschaftlichen Randgruppen Utopien einer besseren Welt entwickeln. Ihre Opposition sei revolutionär, „wenn auch nicht ihr Bewusstsein“. Ihnen räumt er am Ende des Buches „nichts als eine Chance revolutionären Protestes“ ein. Zum Wesen der kritischen Theorie gehöre es, keine Voraussagen machen zu können.

### Marxismus und Feminismus
Auch der zu seiner Zeit erstarkenden Frauenbewegung zollte Marcuse seinen Tribut. Die in Triebstruktur und Gesellschaft angelegten Gedanken zum „patriarchalischen Realitätsprinzip“ und zur Qualität der Weiblichkeit als „mütterlicher libidinöser Moral“ griff er in seinem Vortrag Marxismus und Feminismus wieder auf, den er im März 1974 an der Stanford University auf Einladung des Center for Research on Women hielt. Darin erklärte er den Feminismus zum historischen Korrektiv des Sozialismus. Er stützte sich allein auf Angela Davis’ Schrift Frauen und Kapitalismus. In seiner Argumentation verwies er auf die „schlummernden Potentiale“ der femininen Qualitäten wie „Rezeptivität, Sensitivität, Gewaltlosigkeit, Zärtlichkeit“, die einem anderen als dem patriarchalisch-kapitalistischen Realitätsprinzip zum Durchbruch verhelfen könnten. Die Emanzipation der Frau könne zu einer entscheidenden Kraft beim Aufbau des Sozialismus werden, den er sich als eine „androgyne Gesellschaft“ vorstellte. Vier Jahre später verteidigte er im Gespräch mit Silvia Bovenschen seine These von der Frau als „Trägerin des Glücksversprechens“ und entdeckte darin „die Spuren eines dem kapitalistischen entgegenstehenden Realitätsprinzips“.

### Kunst und Revolution
In seinen letzten Lebensjahrzehnten hat sich Marcuse zweimal mit dem Verhältnis von Kunst und Revolution auseinandergesetzt: in den Publikationen Versuch über die Befreiung (1969) und Konterrevolution und Revolte (1973). Den Essay über die Befreiung hatte er noch unter dem Eindruck der weltweiten Revolte der Studenten, dem Aufruhr der schwarzen Ghettobewohner in den USA und den internationalen Befreiungsbewegungen geschrieben. Die spätere Publikation wurde bereits „in der Flaute der Protestbewegung“ verfasst.
Der Versuch über die Befreiung atmet noch den Geist vom Aufbruch unterschiedlicher Kräfte gegen die vorherrschenden gesellschaftlichen Verhältnisse, entnahm aber zahlreiche Belege und Motive für die „neue Sensibilität“ und die veränderte Rolle der Kunst im Befreiungskampf weitgehend der studentischen Protestbewegung im Pariser Mai 1968. Gerhard Schweppenhäuser zufolge habe Marcuse, beeindruckt von den kulturrevolutionären Implikationen der Neuen Linken in den USA und Westeuropa, in den aktionsorientierten Kunstformen die „Aufhebung der Kunst als Kunst“ und die „Vorboten nahender gesellschaftlicher Umwälzungen“ gesehen. Die „neuen Bedürfnisse“, die die wohlstands- und konsumorientierte kapitalistische Gesellschaft hervorbringe, „manifestieren sich in den Werten und Verhaltensweisen subversiver Gegenkulturen, in denen das Potential der Kunst […] zur politischen Kraft entbunden wird“.
In Konterrevolution und Revolte revidiert Marcuse seine überschwängliche Sicht auf aktionistische Ansätze und surrealistische Aspirationen mit dem Ziel, die Spannung zwischen Kunst und Leben aufzuheben. Mit Habermas Worten „lernen wir einen Marcuse kennen, der vor den Folgen einer Entdifferenzierung von Kunst und Leben erschrickt“. Nach Schweppenhäuser handelt es sich jedoch um eine „Revision der Revision“, da Marcuse zu einer Denkfigur zurückkehrte, die er bereits in seiner Abhandlung von 1937 Über den affirmativen Charakter der Kultur ausformuliert hatte. Darin beschreibt er den ambivalenten Charakter der Kunst in der bürgerlichen Gesellschaft. Ihm zufolge sei die Kunst affirmativ, weil sie „die Glücklosigkeit des Bestehenden“ kompensiere. Affirmativ sei die falsche Versöhnung mit dem Elend der gesellschaftlichen Verhältnisse. Mit der Abspaltung eines autonomen Bereichs von der Gesellschaft dürften die Menschen nur im Medium der Schönheit am Glück teilhaben. Doch sei die Kunst nicht auf ihren affirmativen Charakter zu reduzieren; in ihrem Gehalt bleibe sie kritisch und subversiv, weil sie einen glücklichen Zustand vorwegnehme, in den Worten Stendhals: eine „promesse du bonheur“ beinhalte. Insofern war für Marcuse die Kunst Wahrheit und Ideologie zugleich. Stuart Jeffries vermerkt nach einem Gespräch mit Angela Davis, dass der „überraschendste Einfluss“ Marcuses auf sie im Aufzeigen der utopischen Möglichkeiten von bildender Kunst, Literatur und Musik bestanden hätte.
Im Gegensatz zu Theodor W. Adorno, der sich in hegelianisch-marxistischer Tradition ein Ende der Kunst in der verwirklichten Utopie einer befreiten Gesellschaft vorstellen konnte, blieben für Marcuse die Künste auch in der klassenlosen Gesellschaft, die das „Reich der Notwendigkeit“ nur auf ein Minimum reduzieren könne, „Ausdruckformen einer Schönheit und Wahrheit, die die Wirklichkeit so nicht kennt“. Daher würde die Kunst ihre Existenzberechtigung niemals verlieren.

## Marcuses werkübergreifende Philosophie
Konstitutiv für eine sozialistische Theorie ist die Doppelung von kritischer Gesellschaftsanalyse und zukunftsbezogenem Gesellschaftsentwurf, also von Kritik und Utopie. Für Marcuse, der bis zuletzt am Projekt einer sozialistischen Gesellschaft festgehalten hat, stellte sich die Problematik von Sozialismuskonzeption und Utopiebegriff im Verlauf seiner intellektuellen Vita immer wieder neu. Thematisch durchzieht der Utopiebegriff Marcuses gesamtes Schaffen, von den frühen Analysen der „entfremdeten Arbeit“ über die Auseinandersetzung mit Sigmund Freuds Realitäts- und Lustprinzip bis zu den späten Schriften zur Kunst. In dem für die Kritische Theorie programmatischen Aufsatz Philosophie und kritische Theorie von 1937 schrieb er: „Das utopische Element war in der Philosophie lange Zeit das einzige fortschrittliche Element: so die Konstruktionen des besten Staates, der höchsten Lust, der vollkommenen Glückseligkeit, des ewigen Friedens.“
Helmut Fahrenbach spricht von „Marcuses zwiespältiger Utopie-Abwehr und -Aneignung“. In den Salecina-Gesprächen erklärte Marcuse 1977: „Das Wort „Utopie“ sollte unter Sozialisten nicht mehr gebraucht werden, weil das, was als utopisch ausgegeben wird, durchaus nicht utopisch ist.“ Ähnlich hatte er schon in dem Vortrag vor Berliner Studenten 1967 vom „Ende der Utopie“ gesprochen, „weil die sogenannten utopischen Möglichkeiten gar nicht utopisch sind, sondern die bestimmte geschichtlich-gesellschaftliche Negation des Bestehenden darstellen“. Konkret benennt er in diesem Zusammenhang die Abschaffung von Armut und Elend und die bei vernünftiger Organisation mögliche radikale Verkürzung der Arbeitszeit. Objektiv seien alle materiellen und intellektuellen Kräfte zur Realisierung einer freien Gesellschaft vorhanden, aber nicht die subjektiven; denn die „totale Mobilisierung der bestehenden Gesellschaft gegen ihre eigene Befreiung“ lässt die Individuen in ihren Bedürfnissen die repressive Gesellschaft selbst immer wieder reproduzieren. Die notwendigen neuen vitalen Bedürfnisse nach Freiheit bestehen „in einem großen Teil der gleichgeschalteten Bevölkerung in den entwickelten Ländern des Kapitalismus“ nicht oder nicht mehr.
Marcuse ist bestrebt, die emanzipatorischen Ziele des Sozialismus „vom Odium des Utopischen zu befreien“. Sein Utopie-Vorbehalt wendet sich gegen die abstrakte, fiktionalistische Version von Utopie. Utopisch solle nur ein solches Projekt gesellschaftlicher Umwandlung genannt werden, das „wirklichen Naturgesetzen widerspricht“, wie die Idee der ewigen Jugend. Andererseits übernimmt er Ernst Blochs Konzept der „konkreten Utopie“ und spricht von der „utopischen Qualität“ der Kunst, ja auch, mit Bezug auf Charles Fourier, von der „utopischen Konzeption des Sozialismus“. Als Synonyme verwendet er auch „Entwurf“, „Antizipation“ und „regulative Idee“, die er als praxisbezogene Leitbegriffe für die Realisierung einer freien sozialistischen Gesellschaft versteht. Utopie, so Marcuse in einem Gespräch mit Silvia Bovenschen, unterstelle einen „Abgrund zwischen Theorie und Praxis, der nicht ausfüllbar ist“.
Der Kontakt mit der Frauenbewegung bewog Marcuse schließlich zu einer Modifikation seiner Sozialismuskonzeption. Er spricht dem Prinzip Weiblichkeit eine „erlösende Funktion“ zu. Die befreiende Bewegung „von der Emanzipation der Frau zur Emanzipation des Mannes zur Emanzipation der Gesamtgesellschaft“. würde in einer androgynen Gesellschaft münden.

## Rezeption

### Bewertung seines Werkes
In der Bewertung von Marcuses Werk scheiden sich die Geister. Eine Reihe von Autoren verweisen auf die innovativen und fortschrittlichen Elemente seiner Bücher.
Der jugoslawische Marxismus-Historiker und ehemaliges Mitglied der Praxis-Gruppe, Predrag Vranicki, bezeichnete Marcuse als einen „Denker, der von der zentralen Marxschen Konzeption der Geschichtsdialektik zu einer selbständigen Analyse der modernen Zivilisation übergegangen ist“.
Als den „Begründer einer Politischen Psychologie“ klassifizierte ihn Bernard Görlich in seinen Studien zu Herbert Marcuse; er habe seinen Gegenstand „nicht bloß äußerlich mit Freudscher Begrifflichkeit garniert, sondern im Freudschen Erkenntniszentrum selbst“ aufgesucht. Statt der Marcuse häufig unterstellten Tendenz zur Harmonisierung von Eros und Vernunft, weist er auf den Zwiespalt in Marcuses Denken hin: Er habe zwar immer Bilder der Befreiung gesucht, „um den Emanzipationsgedanken zu fundieren“, aber in der Auseinandersetzung mit Freuds Unbehagen in der Kultur suchte er Antworten auf die Frage zu finden, „wo und warum diese Bilder begraben worden sind“.
Wie Gunzelin Schmid Noerr resümierte, habe Marcuse, anders als Horkheimer und Adorno, am utopischen Impuls konkreter alternativer Gesellschaftsentwürfe festgehalten und versucht, ihn unter veränderten gesellschaftlichen Bedingungen zu reformulieren. Raum für eine Alternative bilden demnach die libidinösen Bedürfnisse, die zwar unter den Bedingungen der Eindimensionalität „konterrevolutionär“ geworden seien, gleichwohl blieben sie für ihn historisch transformierbar und könnten das geschichtliche Kontinuum aufsprengen, wie er in seinem Versuch über die Befreiung an den Verweigerungs- und Protestbewegungen dargelegt habe.
Über Marcuses Rolle im „Kalten Krieg“ und seine Arbeit für das Committee on World Communism hat Tim B. Müller eine umfangreiche Studie – Krieger und Gelehrte. Herbert Marcuse und die Denksysteme des Kalten Krieges – vorgelegt. Rolf Wiggershaus, der Historiker der Frankfurter Schule, hält das Buch „für einen monumentalen, sinnvoll strukturierten und stilistisch glanzvoll präsentierten Beitrag zur Ideengeschichte des Kalten Krieges“. Über Marcuses Wirken vertritt Müller die These, dass die Dekade im Staatsdienst für Marcuse eine formative Bedeutung gehabt habe, weil sich in diesem Jahrzehnt bei Marcuse jenes Denken herausgebildet habe, das die spätere Protesthaltung insbesondere gegenüber dem Vietnam-Krieg überhaupt erst verständlich machte, und weil sie zudem „die Erfahrung mit sich brachte, dass Handeln möglich war“. Darin gründet nach Ansicht des Autors auch die grundlegende Differenz zwischen ihm und Adorno in ihrem Verhältnis zur politischen Praxis. Das aus seiner Arbeit über die Sowjetunion hervorgegangene Buch Soviet Marxism bezeichnete Tim B. Müller als „ein Manifest der Entspannungspolitik“.
Andere Kollegen monierten eklatante Schwächen in seinen Schriften. Der polnische Philosoph Leszek Kołakowski hielt Marcuse für einen überschätzten Intellektuellen. Er nannte ihn einen „Ideologen des Obskurantismus“, sein Denken sei „ein eigentümliches Geflecht aus feudaler Verachtung für die Technik, die exakten Wissenschaften und die demokratischen Werte und einem verschwommenen, positiver Inhalte entbehrenden Revolutionismus“. Der britische Philosoph Alasdair MacIntyre kritisierte am One-Dimensional Man, dass Marcuses Aussagen freischwebend bleiben, mehr suggestiv als voll verständlich, „wenngleich nicht einmal mit einiger Genauigkeit gesagt werden kann, was suggeriert wird. Die Wirkung ist beschwörend und antirational, ein eher magischer als philosophischer Gebrauch der Sprache.“
Insbesondere kritisierten ausgewiesene Marxisten Marcuses „eindimensionales Paradigma“. Der New Yorker Philosoph und Marxist Marshall Berman monierte, dass Marcuse dieselbe Verachtung für die Massen an den Tag gelegt habe, wie die „Möchtegern-Aristokraten der politischen Rechten im 20. Jahrhundert“. T. S. Eliot habe seine „hohlen Menschen“, Marcuse seinen „eindimensionalen Menschen“. Der deutsche Rätekommunist Paul Mattick stimmte zwar Marcuses kritischer Analyse der vorherrschenden kapitalistischen Ideologie zu, behauptete jedoch, dass die Theorie der Eindimensionalität selbst nur als Ideologie existiere. Später bestätigte Marcuse, dass Matticks Kritik die einzig ernstzunehmende gewesen sei, der sein Buch unterzogen wurde.
Micha Brumlik problematisierte die von Marcuse in seinem 1969 erschienenen Essay Versuch über die Befreiung gepriesene Revolte aller Unangepassten auf der Basis erhöhter sozialer Sensibilität. Die außerparlamentarische Opposition habe daraus eine Randgruppenstrategie entwickelt, die zu einem „grandiosen Misserfolg“ geführt habe. Sie habe in Italien bei den Roten Brigaden und in der Bundesrepublik bei der Rote Armee Fraktion ein blutiges Ende gefunden.

### Nachwirkung
Während Marcuse mit seinen Schriften in der Studentenbewegung und mit seinem One-Dimensional Man in der scientific community eine weltweite Rezeption erfahren hatte, wurden sie seit der Jahrhundertwende nur noch wenig rezipiert. Der kleine Zu Klampen Verlag hat zwar noch sechs Bände Nachgelassene Schriften herausgegeben, die von einem Kommentator des Deutschlandfunks als „eine Sysiphosarbeit gegen den Zeitgeist“ bezeichnet wurde. Eine sechsbändige Ausgabe mit Marcuses „Collected Papers“, herausgegeben von Douglas Kellner, mit einem Vorwort von Marcuses Sohn, Peter Marcuse, setzte einen vorläufigen bibliographischen Schlusspunkt.
Den Versuch, mit dem Argumentationsraster von Marcuses „Eindimensionalen Menschen“ aktuelle Tendenzen der Eindimensionalität auf den drei Ebenen des Politischen, des Sozialen und der Bildung zu verorten, stellt eine Dissertation von Tatjana Freytag dar.
Mögliche Schüler Marcuses gruppieren sich in der International Herbert Marcuse Society, 2005 von Arnold L. Farr, Philosophie-Professor an der University of Kentucky, gegründet. Seit 2005 veranstaltet die Gesellschaft alle zwei Jahre eine Tagung.

## Schriften

### Werkausgaben
- Herbert Marcuse: Schriften. 9 Bände. Suhrkamp, Frankfurt am Main 1978–1989, ISBN 3-518-57997-5 (Nachdruck dieser Ausgabe: Zu Klampen Verlag, Springe 2004, ISBN 3-934920-46-2).
  - Band 1: Der deutsche Künstlerroman. Frühe Aufsätze;
  - Band 2: Hegels Ontologie und die Theorie der Geschichtlichkeit;
  - Band 3: Aufsätze aus der Zeitschrift für Sozialforschung 1934–1941;
  - Band 4: Vernunft und Revolution. Hegel und die Entstehung der Gesellschaftstheorie;
  - Band 5: Triebstruktur und Gesellschaft. Ein philosophischer Beitrag zu Sigmund Freud;
  - Band 6: Die Gesellschaftslehre des sowjetischen Marxismus;
  - Band 7: Der eindimensionale Mensch. Studien zur Ideologie der fortgeschrittenen Industriegesellschaft;
  - Band 8: Aufsätze und Vorlesungen 1948–1969;
  - Band 9: Konterrevolution und Revolte; Zeit-Messungen; Die Permanenz der Kunst.
- Herbert Marcuse: Nachgelassene Schriften. Hrsg. Peter-Erwin Jansen. 6 Bände. Dietrich zu Klampen, Lüneburg 1999–2009.
  - Band 1: Das Schicksal der bürgerlichen Demokratie. Aus dem Amerikanischen von Michael Haupt, Einleitung von Oskar Negt. Zu Klampen Verlag, Springe 1999, ISBN 3-924245-83-5.
  - Band 2: Kunst und Befreiung. Übersetzt von Michael Haupt und Stephan Bundschuh, Einleitung von Gerhard Schweppenhäuser. Zu Klampen Verlag, Springe 2000, ISBN 3-924245-84-3.
  - Band 3: Philosophie und Psychologie. Aus dem Amerikanischen von Cornelia Lösch, Einleitung von Alfred Schmidt. Zu Klampen Verlag, Springe 2002, ISBN 3-924245-85-1.
  - Band 4: Die Studentenbewegung und ihre Folgen. Aus dem Amerikanischen von Thomas Laugstien, Einleitung von Wolfgang Kraushaar. Zu Klampen Verlag, Springe 2004, ISBN 3-924245-86-X.
  - Band 5: Feindanalysen. Über die Deutschen. Aus dem Amerikanischen von Michael Haupt, Einleitung von Detlev Claussen. Zu Klampen Verlag, Springe 2007, ISBN 978-3-924245-86-3.
  - Band 6: Ökologie und Gesellschaftskritik. Aus dem Amerikanischen und Französischen von Thomas Laugstien, Einleitung von Iring Fetscher. Zu Klampen Verlag, Springe 2009, ISBN 978-3-924245-87-0.
- Herbert Marcuse: Collected Papers. Hrsg. Douglas Kellner. 6 Bände. Routledge, New York 1998–2014.
  - Band 1: Technology, War and Fascism.
  - Band 2: Towards a Critical Theory of Society.
  - Band 3: The New Left and the 1960s.
  - Band 4: Art and Liberation.
  - Band 5: Philosophy, Psychoanalysis and Emancipation.
  - Band 6: Marxism, Revolution and Utopia.

### Aufsätze und Monographien (Auswahl)
Sortiert nach dem Erscheinungsjahr der deutschen Erstausgabe:
- Hegels Ontologie und die Grundlegung einer Theorie der Geschichtlichkeit. Vittorio Klostermann, Frankfurt am Main 1932 (3. Auflage 1975, ISBN 3-465-00309-8).
- Der Kampf gegen den Liberalismus in der totalitären Staatsauffassung. In: Zeitschrift für Sozialforschung. Band 3, Heft 2, 1934, S. 161–194.
- Neue Quellen zur Grundlegung des historischen Materialismus. In: Die Gesellschaft. 9. Jahrgang, Nummer 8, 1932, S. 136–174.
- Ideengeschichtlicher Teil. In: Studien über Autorität und Familie. Forschungsberichte aus dem Institut für Sozialforschung. Felix Alcan, Paris 1936, S. 136–228.
- Autorität und Familie in der deutschen Soziologie bis 1933. In: Studien über Autorität und Familie. Forschungsberichte aus dem Institut für Sozialforschung. Felix Alcan, Paris 1936, S. 737–752.
- Über den affirmativen Charakter in der Kultur. In: Zeitschrift für Sozialforschung. 6. Jahrgang, Heft 1, 1937.
- Philosophie und kritische Theorie. In: Zeitschrift für Sozialforschung. 6. Jahrgang, Heft 3, 1937, S. 625–647.
- Some social implications of modern technology. In: Studies in Philosophy and Social Science. 9.3, 1941, S. 414–439.
- Trieblehre und Freiheit. In: Theodor W. Adorno, Walter Dirks (Hrsg.): Sociologica. Aufsätze, Max Horkheimer zum sechzigsten Geburtstag gewidmet (= Frankfurter Beiträge zur Soziologie. Band 1). Europäische Verlagsanstalt, Frankfurt am Main 1955, S. 47–66.
- Eros und Kultur. Ein philosophischer Beitrag zu Sigmund Freud. Aus dem Amerikanischen übersetzt von Marianne von Eckardt-Jaffe. Ernst Klett, Stuttgart 1957 (Originalausgabe: Eros and civilisation. A philosophical inquiry into Freud. The Beacon Press, Boston, MA 1955; deutsche Neuauflage unter dem Titel: Triebstruktur und Gesellschaft. Ein philosophischer Beitrag zu Sigmund Freud. Suhrkamp, Frankfurt am Main 1965. (17. Auflage 1995, ISBN 3-518-01158-8)).
- Die Gesellschaftslehre des sowjetischen Marxismus. Übersetzt von Alfred Schmidt. Luchterhand, Neuwied/Berlin 1964 (Originaltitel: Soviet-Marxism. A critical Analysis. 1958).
- mit Peter Furth: Emanzipation der Frau in der repressiven Gesellschaft. Ein Gespräch. In: Das Argument. Heft 23, 1962, S. 2–11.
- Zur Stellung des Denkens heute. In: Max Horkheimer (Hrsg.): Zeugnisse. Theodor W. Adorno zum sechzigsten Geburtstag. Europäische Verlagsanstalt, Frankfurt am Main 1963, S. 45–49.
- Kultur und Gesellschaft 1. Suhrkamp, Frankfurt am Main 1965.
- Kultur und Gesellschaft 2. Suhrkamp, Frankfurt am Main 1965.
- Der eindimensionale Mensch. Suhrkamp, Frankfurt am Main 1967 (englisch 1964, mehrere Neuauflagen, zuletzt 2014).
- Befreiung von der Überflussgesellschaft. In: Dialectics of Liberation. Penguin, London 1968. Übersetzt von Hans-Werner Saß. In: Dialektik der Befreiung. Rowohlt, Reinbek 1969 (2. Auflage bahoe books, Wien 2017).
- Psychoanalyse und Politik. Europäische Verlagsanstalt / Europa Verlag, Frankfurt am Main / Wien 1968 (6. Auflage 1980, ISBN 3-434-30071-6; vier Vorträge: Trieblehre und Freiheit. Die Idee des Fortschritts im Licht der Psychoanalyse. 1956, Das Problem der Gewalt in der Opposition. Das Ende der Utopie. 1967).
- Aggressivität in der gegenwärtigen Industriegesellschaft. In: Aggression und Anpassung in der Industriegesellschaft. Mit Beiträgen von Herbert Marcuse, Anatol Rapoport, Klaus Horn, Alexander Mitscherlich, Dieter Senghaas und Mihailo Marcović. Suhrkamp, Frankfurt am Main 1968, S. 7–29.
- Studie über Autorität und Familien. In: Herbert Marcuse: Ideen zu einer kritischen Theorie der Gesellschaft (= edition suhrkamp. Band 300). Suhrkamp, Frankfurt am Main 1969, S. 55–156.
- Ideen zu einer kritischen Theorie der Gesellschaft (= edition suhrkamp. Band 300). Suhrkamp, Frankfurt am Main 1969.
- Versuch über die Befreiung. Aus dem Amerikanischen übersetzt von Helmut Reinicke und Alfred Schmidt. Suhrkamp, Frankfurt am Main 1969.
- Repressive Toleranz. In: Robert Paul Wolff, Barrington Moore, Herbert Marcuse: Kritik der reinen Toleranz. Suhrkamp, Frankfurt am Main 1970, ISBN 3-518-10181-1.
- mit Alfred Schmidt: Existentialistische Marx-Interpretation. Europäische Verlagsanstalt, Frankfurt am Main 1973, ISBN 3-434-20055-X.
- Konterrevolution und Revolte. Suhrkamp, Frankfurt am Main 1973, ISBN 3-518-00591-X (englisch: Counterrevolution and Revolt. Beacon Press, Boston 1972).
- Zeit-Messungen. Drei Vorträge und ein Interview. Suhrkamp, Frankfurt am Main 1975, ISBN 3-518-00770-X.
- Die Permanenz der Kunst. Wider eine bestimmte marxistische Ästhetik. Hanser, München 1977, ISBN 3-446-12200-1.
- Gespräche mit Herbert Marcuse. Suhrkamp, Frankfurt am Main 1978.
- Protosozialismus und Spätkapitalismus – Versuch einer revolutionstheoretischen Synthese von Bahros Ansatz. In: Kritik. Nr. 19, 1978, ISSN 0170-4761. (Auch in: Herbert Marcuse: Spuren der Befreiung. Hrsg. von Detlev Claussen. Luchterhand, Darmstadt/Neuwied 1981; englisch in: Ulf Wolter (Hrsg.): Rudolf Bahro – Critical Responses. M. E. Sharpe, White Plains, NY 1980, ISBN 0-87332-159-6, online auf opentheory.org).
- Feindanalysen. Über die Deutschen. zu Klampen, Lüneburg 1998, ISBN 3-924245-68-1.
- Franz Neumann, Herbert Marcuse, Otto Kirchheimer: Im Kampf gegen Nazideutschland. Berichte für den amerikanischen Geheimdienst 1943–1949. Campus, Frankfurt am Main 2016, ISBN 978-3-593-50345-5.